# Антоний и Клеопатра
„Антоний и Клеопатра“ (на английски: Antony and Cleopatra) е трагедия от в 5 действия. За първи път е поставена около 1607 година в театър „Блекфрайърс“ или в театър „Глобус“, а от печат излиза за пръв път през 1623 г. в „Голямото фолио“ на Шекспир.
Сюжетът се базира на превода на Плутарховите „Успоредни животописи“ от Томас Норд и проследява връзката между Клеопатра и Марк Антоний от Сицилианския бунт до самоубийството на Клеопатра по време на Последната война на Римската империя. Основният антагонист е Октавий Цезар, един от основните триумвири на Антоний от Втория триумвират и първи император на Римската империя. Трагедията се развива паралелно в Рим и в Египет и се характеризира с бързи смени на географски местоположения и лингвистични регистри между чувствената Александрия и по-прагматичния и неприветлив Рим.
Трудно е „Антоний и Клеопатра“ да бъде класифицирана в отделен жанр. Може да бъде описана като историческа постановка (въпреки че не се припокрива съвсем с историческите факти), като трагедия (но не съвсем по Аристотеловите правила), като комедия, като романс, и според някои критици, например Маккартър, като проблематична пиеса. Със сигурност може да се каже, че това е римска постановка, дори своеобразно продължение на друга Шекспирова трагедия – Юлий Цезар.

## Действащи лица
- Марк Антоний – римски генерал и един от трима водачи или триумвири, които управляват Римската република след покушението над Юлий Цезар през 44 година пр.н.е.
- Октавий Цезар – вторият триумвир и основен антагонист
- Марк Емилий Лепид – третият триумвир
- Клеопатра – кралица на Египет
- Секст Помпей – бунтар срещу триумвирите и син на късния Гней Помпей
- Домиций Енобарб – привърженик на Антоний
- Вентидий – привърженик на Антоний
- Ерос – привърженик на Антоний
- Скар – привърженик на Антоний
- Дерцет – привърженик на Антоний
- Деметрий – привърженик на Антоний
- Филон – привърженик на Антоний
- Канидий – главнокомандващ на Антоний
- Силий – Началник от войската на Вентидий
- Меценат – привърженик на Октавий Цезар
- Агрипа – привърженик на Антоний
- Долабела – привърженик на Антоний
- Прокулей – привърженик на Антоний
- Тирей – привърженик на Антоний
- Гал – привърженик на Антоний
- Тавър – главнокомандващ на Антоний
- Менас – привърженик на Помпей
- Менекрат – привърженик на Помпей
- Варий – привърженик на Помпей
- Ветеран от войската на Антоний
- Евфронтий – посланик на Антоний до Октавий Цезар
- Алексас – от свитата на Клеопатра
- Мардиан – от свитата на Клеопатра
- Селевк – от свитата на Клеопатра
- Диомед – от свитата на Клеопатра
- Гадател – от свитата на Клеопатра
- Селяк – от свитата на Клеопатра
- Октавия – сестра на Октавий Цезар и съпруга на Антоний
- Хармиана – придворна на Клеопатра
- Ира – придворна на Клеопатра
- Военачалници, войници, вестители, придворни, прислужници.

## Сюжет
Внимание:  Текстът по-долу разкрива сюжета на произведението (или части от него)!

### Първо действие
Марк Антоний – един от триумвирите на Римската република, заедно с Октавий Цезар и Лепид, пренебрегва своите военни задължения, след като бива примамен от кралицата на Египет – Клеопатра. Той игнорира проблемите на Републиката, включително и факта, че третата му жена Фулвиа се е възпротивила срещу Октавий, след което е убита.
Октавий Цезар вика Антоний обратно в Рим от Александрия, за да му помогне в борбата срещу въстаниците Секст Помпей, Менекрат и Менай – трима прослувути пирати от Средиземноморието. В Александрия Клеопатра моли Антоний да не тръгва и въпреки че той многократно потвърждава дълбоката си и страстна любов към нея, заминава неочаквано.

### Второ действие
Триумвирите се срещат в Рим, където за сега Антоний и Октавий оставят на страна противоречията помежду си. Агрипа, генералът на Октавий Цезар, предлага Антоний да се ожени за сестрата на Октавий – Октавия, за да може този брак да заздрави приятелската връзка между двамата мъже. Антоний приема. Неговият лейтенант Енобарб, все пак знае, че Октавия никога няма да го задоволи след Клеопатра. 
Гадателят предупреждава Антоний, че ще загуби ако опита да се изправи срещу Октавий.
В Египет, Клеопатра научава за бъдещия брак между Антоний и Октавия и си отмъщава жестоко на вестоносецът, съобщил и тази новина. Тя се успокоява едва когато нейните придворни я уверяват, че Октавия е грозничка: ниска, със слаба култура, с кръгло лице и грозна коса.
Преди битка, триумвирите преговарят със Секст Помпей и му предлагат примирие. Той може да запази Сардиния и Сицилия, но трябва да им помогне, като „избави морето от пирати“ и да им изпраща налог.
След няколко колебания Помпей се съгласява. Те се договарят на пиршество в галерата на Помпей, въпреки че неприветливият Октавий си тръгва рано и трезвен от партито. Менай предлага на Помпей да убие тримата триумвири и да стане владетел на Римската Република, но той отказва, смятайки, че това непочтено.

### Трето действие
След като Антоний отпътува от Рим за Атина, Октавий и Лепид развалят примирието с Помпей. Октавий Цезар хвърля Лепид в тъмница, а междувременно води война с Помпей. Разбирайки за своеволията в триумвирата Антоний побеснява.
Връщайки се в Александрия, Антоний коронова себе си и Клеопатра за владетели на Египет и Източната третина на Римската република (частта на Антоний като един от тримата триумвири) Той обвинява Октавий Цезар, че не му е дал полагаемата му част от земите на Помпей, и е ядосан, че Лепид, когото Октавий е затворил, е извън триумвирата. Октавий се съгласява с неговите искания, но иначе е недоволен от решенията на Антоний.
Антоний се готви за битка срещу Октавий Цезар. Енобарб увещава Антоний да се бие по суша, където има по-голяма надмощие, вместо по море, където армията на Октавий е по-мобилизирана и подготвена. Антоний отказва, защото Октавий Цезар го е предизвикал да се бият във вода. Клеопатра обещава на Антоний, че ще му помогне с флотилия. Обаче по време на битката при Акциум край западния бряг на Гърция, Клеопатра бяга със своите 60 кораба, а Антоний я последва, оставяйки армията си да рухне. Засрамен от това, което е извършил заради любовта си към Клеопатра, Антоний я упреква, че го е превърнала в страхливец, но също поставя истинската си и дълбока любов над всичко друго.

### Четвърто действие
Октавий Цезар праща съобщение на Клеопатра с молба да предаде Антоний и да отиде на негова страна. Тя се колебае и флиртува с вестоносеца, когато Антоний влиза и ядосано осъжда поведението ѝ. Той нарежда да набият вестоносеца. Внезапно, той прощава на Клеопатра и обещава да проведе нова битка, но този път по суша.
В навечерието на битката, войниците на Антоний чуват странни звуци, които интерпретират като бог Херкулес, който изоставя защитата над Антоний. По-нататък Енобарб, дълго служилият на Антоний лейтенант, го изоставя и се присъединява към Октавий. След това конфискуват нещата на Енобарб, които той не е взел със себе си, когато е избягал, и Антоний нарежда да му бъдат изпратени. Енобарб е толкова смаян от постъпката на Антоний, и толкова засрамен от своята, че сърцето му е съкрушено и той умира.
Антоний губи и тази битка, след като войниците му дезертират масово.
Той решава да я убие. Срещайки се с придворните си, Клеопатра измисля план да си върне Антоний, изпращайки му вест по Мардиан, че е умряла с името му на уста. Тя се заключва в гробницата, където чака завръщането на Антоний.
Нейният план се проваля. Вместо да търчи обратно за да види „мъртвата“ Клеопатра, Антоний решава, че собственият му живот вече не си заслужава да се живее. Той моли един от слугите си Ерос да го прободе с меч, но Ерос не може да понесе тежестта на тази задача и се самоубива. Антоний, възхитен от куража на Ерос, решава да последва примера му, но успява само да се нарани. В жестока болка той научава, че Клеопатра все пак е жива. Той е занесен при нея в гробницата и умира в ръцете ѝ.

### Пето действие
Октавий отива при Клеопатра, опитвайки се да я убеди да се предаде. Тя ядосано му отказва, тъй като не може да си представи нищо по-лошо от това да бъде водена по улиците на Рим окована във вериги.
Тази реч е пълна с драматична ирония, защото по времето на Шекспир Клеопатра се е играела от „пискливо момченце“, а пиянските пиршества на Антоний са описани от драмата.
Клеопатра е предадена и заловена от римляните. Тя дава на Октавий Цезар както самата твърди всичкото си богатство, но нейният касиер я предава, казвайки че е скрила част от него. Октавий я уверява, че не се интересува от богатството ѝ, но Долабела я предупреждава, че възнамерява да я представи като свой триумф.
Клеопатра се самоубива чрез ухапване от отровна египетска кобра, представяйки си как ще се срещне отново с Антоний в задгробния живот. Нейните придворни Хармиана и Ира също умират – Ира от сърдечен удар, а Хармиана е ухапана от друга кобра. Октавий Цезар открива мъртвите тела и изпитва противоречиви емоции. Смъртта на Антоний и Клеопатра му освобождава пътя към римския императорски трон, но той все пак изпитва съчувствие към тях и трагичната им история, за това разпорежда публично военно погребение.

## Извори
Основният източник на Шеспировата история е английският превод на „Животът на Марк Антоний“ на Плутарх, преведен от Сър Томас Норд, който е публикуван за първи път през 1579 година. Много от фразите Шекспир взема директно от него, включително известното описание на Клеопатра и нейната ладия, което Енубарб прави.
Шекспир добавя и много други сцени, включително и такива от ежедневието на Клеопатра. Ролята на Енубарб също е добре разработена. Някои исторически факти също са променени. При Плутарх финалният разгром на Антоний е доста седмици след битката при Акциум, също така Октавия е живяла няколко години с Антоний, през които му ражда 2 деца.

## Дата и текст
Много учени вярват, че трагедията е написана през 1606 – 07 година. „Антоний и Клеоптра“ е въведена в „регистъра на стационерите“ (ранна форма на копирайт узаконяване) през май 1608 г., но не личи да е напълно напечатана, до публикуването ѝ в „Голямото фолио“ през 1623 г. Тази публикация е единственият авторитетен текст, който имаме днес.
Съвременните издания разделят трагедията на 5 действия, но в повечето си първоначални поставяния, Шекспир не е включвал подобно разделение. Неговата постановка се артикулира в различни сцени, повече от колкото е ползвал за други свои драми.

## Теми и мотиви

### Несигурност и опозиция
Относителността и двусмислието са основни идеи на трагедията и публиката е изправена пред предизвикателството сама да прави изводи за противоречивите характери на героите. Връзката между Антоний и Клеопатра може лесно да бъде прочетена като любов или като похот. Тяхната страст може да се тълкува като напълно разрушителна, но също показва и елементи на превъзходство. Може да се каже, че Клеопатра се самоубива от любов по Антоний, но и вероятно защото е загубила политическа мощ, според Майкъл Нейл от Оксфордския университет.
Октавий може да се разглежда или като благороден и добър владетел, който иска само най-доброто за Рим, или като безскрупулен и жесток политик.
Основната тема в пиесата е опозицията. През цялата трагедия се наблюдава противопоставяне между Египет и Рим, между любов и страст. Мъжествеността и женствеността на персонажите се подчертават, подриват и коментират.
Един от най-известните цитати от Шекспир, написан почти буквално като превода на Норд на „Животът“ от Плутарх, е едно от описанията, които Енобарб прави в трагедията. В Рим, в разговор с Меценат и Агрипа, подканен от въпросните двама, той описва първата среща на Антоний с Клеопатра, както и нейната красота. Описанието е изпълнено с противоречия, които съответстват и на всички останали опозиции в трагедията.
Клеопатра също доста често е противоречива в думите си, водена от пламенните си чувства към Антоний. Веднъж го описва като Бог, като Марс, друг път той е чудовище.
| „     | Макар, оттам видян, да е изписан като чудовище, оттук е Бог! | “ |
| [ 7 ] |                                                              |   |

### Двойственост
Трагедията е структурирана чрез парадокс и амбивалентност, за да предаде антитезите, които правят работата на Шекспир толкова забележителна. Амбивалентността в драмата е контрастиращ отговор на собствения ѝ характер. Тя може да се възприема като противопоставяне между дела и думи, но не може да се бърка с „двойственост“. Например, когато Антоний изоставя армията си по време на битката в морето, за да последва Клеопатра.
Думите на Антоний са пропити от болка и гняв, но той се противопоставя на думите и на емоциите си, всичко заради любовта му към Клеопатра.
„Агонията на Антоний е странно тиха за човек, който е постигнал и изгубил толкова много“, обяснява литературната критичка Джойс Каръл Оутс. Иронията между делата и думите на героите води до темата за двусмислието в трагедията. Освен това, заради потока от постоянно променящите се емоции в трагедията „героите не се познават, нито ние можем да ги опознаем.“ Въпреки това критиците вярват, че опозицията е тази, която прави добра фикция.
Друг пример за амбивалентност в „Антоний и Клеопатра“ е сцената, в която Клеопатра пита Антоний: „Кажи ми колко ме обичаш“. Прочутият професор от Еврейския университет в Йерусалим Цачи Замир: „Постоянното съмнение е в непрестанно напрежение с противоположната нужда от сигурност“, позовавайки се на постоянното съмнение, което произтича от противоречието между дела и думи при героите.

### Предателството
Предателството е повтаряща се през цялото действие на поемата тема. По едно или друго време, почти всеки от героите предава родината си, етиката си или съюза/ компанията си. Въпреки това, някои герои плават между лоялността и предателството. Тази „борба“ е най-забележима при Клеопатра, Енобарб и най-вече при Антоний. Той укрепва връзката си с римските си корени и подкрепя съюза си с Октавий, женейки се за сестра му Октавия, но въпреки това се връща обратно при Клеопатра.
Историчката Дияна Клейнър смята, че „предателството, което Антоний е извършил над Рим е посрещнато с обществени призиви за война с Египет“. Въпреки че обещава да бъде верен в брака си, неговият импулс и невярност към корените му са това, което води до война.
Клеопатра изоставя Антоний два пъти по време на битка, независимо дали това е от страх или поради политически мотиви, тя го предава. Когато Тирей, пратеник на Октавий, казва на Клеопатра, че господарят му ще прояви милост, ако тя предаде Антоний.
Шекспировият критик Сара Дат казва, че предателството на Клеопатра "пада на успешната „фехтовка“ с Октавий, което я оставя да бъде благородна (за себе си)". Тя бързо се помирява с Антоний, потвърждавайки верността си към него и никога не се подчинява истински на Октавий.
Енобар, най-предания приятел на Антоний, го предава, когато той го изоставя в полза на Октавий. Тогава той възкликва:
| „      | ...Да се бия с него? Не, тръгвам да потърся някой ров за свойта смърт; ... | “ |
| [ 13 ] |                                                                            |   |

Въпреки че той изоставя Антоний, критикът Кент Картуригт твърди, че смъртта на Енобарб разкрива неговата голяма любов, защото тя е причинена от вината за това, което е сторил на своя приятел. Неговото твърдение е допълнение към теорията на другите критици за размитите граници на лоялност и предателство при някои от персонажите.
Въпреки че лоялността е основен ключ за осигуряването на съюзи, чрез темата за предателството Шекспир отбелязва, че не може да се вярва на хората с власт, колкото и честни да изглеждат техните думи. Лоялността на героите и валидността на обещанията им постоянно се подлагат на съмнение. Непрекъснатото разклащане на основите на съюзите, засилва двусмислието и несигурността между лоялността и предателството на героите.

### Динамика на силата
Шекспировата трагедия е за връзката между две империи, при която наличието на динамика на силата е очевидно и става повтаряща се тема. Антоний и Клеопатра се борят с тази динамика като управляващи две от най-големите империи, но темата за властта резонира и в техните романтични отношения. Римският идеал за власт се крие в политическа природа, като се основава на икономически контрол. Като империалистическа сила Рим придобива своята власт в способността да променя света. Като римлянин от Антоний се очаква да отговаря на определени качества, типични за неговата римска мъжка сила, особено на бойното поле и в задължението си като войн.
Героят на Клеопатра е леко незащитен, тъй като нейната идентичност е изтъкана от мистерия. Тя олицетворява мистичната, екзотична и опасна природа на Египет като „змия от стария Нил“. Критикът Лара Старкс смята, че ролята на Клеопатра е да означи двойния образ на „изкусителната богиня“. В описанията ѝ се включва нейната неземна природа и красота, които се простират до сравнение с богиня Венера.
Тази мистериозна връзка със свръхестественото грабва публиката и Антоний, но също така улавя фокуса на другите герои в трагедията. Когато не присъства в сцената, Клеопатра непрекъснато е централна точка, като център на разговор, тя налага контрол на сцената. Като обект на сексуално желание, тя е свързана и с нуждата на римлянина да завладява. Сексуалната ѝ мощ, допълнена от политическа власт, е заплаха за римската политика. Тя запазва силното си участие във военния аспект на своето управление. Това се забелязва и в нейните думи:
| „      | Аз хвърлям средства във таз война, глава съм на Египет, и ще участвам в боя като мъж! | “ |
| [ 17 ] |                                                                                       |   |

В текста на места няколко пъти се споменава за „обмен на енергия“ между Антоний и Клеопатра. Антоний отбелязва мощта на Клеопатра върху него няколко пъти по време на пиесата, най-често тази мощ е свързана със сексуалната връзка между тях.

## Адаптации
От създаването си пиесата е поставяна неведнъж. Играла се е в повечето лондонски театри, както и на Бродуей. Сред актьорите, имали честта да играят ролята на Марк Антоний, са сър Патрик Стюарт, носител на три награди „Лорънс Оливие“ и една награда „Грами“, който през 2006 г. си партнира с Хариет Уолтър в „Кралския Шекспиров театър“. Освен Стюарт в главната роля са били и Антъни Хопкинс, Джон Гилгуд, Алън Бейтс и други.
Царицата на Египет е играна от Ким Катрал, Кейт Мългрю и други.

### Кино и телевизия
- „Антоний и Клеопатра“ от 1972 г. Режисьор на лентата е Чарлтън Хестън. В главните роли са Чарлтън Хестън (Марк Антоний), Хилдегард Нийл (Клеопатра), Джон Кастъл (Октавий Цезар).

### Музикални адаптации
- Оперната версия на пиесата на Самюъл Барбър е представена през 1966 г.